# Moke Lake
Der Moke Lake ist ein See im Queenstown-Lakes District der Region Otago auf der Südinsel von Neuseeland.

## Geographie
Der 84 Hektar große Moke Lake befindet sich rund 6 km nordwestlich von Queenstown in den Bergen zwischen der Bergkette der Williamsons Spur im Westen und den Bergen mit dem rund 3,5 km östlich gelegenen 1748 m hohen Ben Lomond. Der See besitzt eine U-Form und liegt mit einer Seetiefe von 44,2 m auf einer Höhe von 535 m. Seine Wässer bezieht der Moke Lake von den östlich, südlich und westlich umliegenden Bergen und entwässert nach Norden über den Moke Creek.

## Wanderweg
Der See kann über den 6 km langen Moke Lake Loop Track umrundet und über die Moke Lake Road von Süden her erreicht werden.